# Leith Harbour
Leith Harbour è un'ex stazione baleniera della Georgia del Sud, nell'oceano Atlantico meridionale, abbandonata e attualmente in rovina. Sorge sulle rive di un fiume, annidata in fondo a un fiordo non lontano da Stromness e da Husvik, situate più a sud in baie adiacenti, e a una trentina di chilometri da Grytviken, la «città» principale dell'isola e la sola a essere ancora abitata. Era una delle stazioni baleniere più grandi del mondo.

## Storia

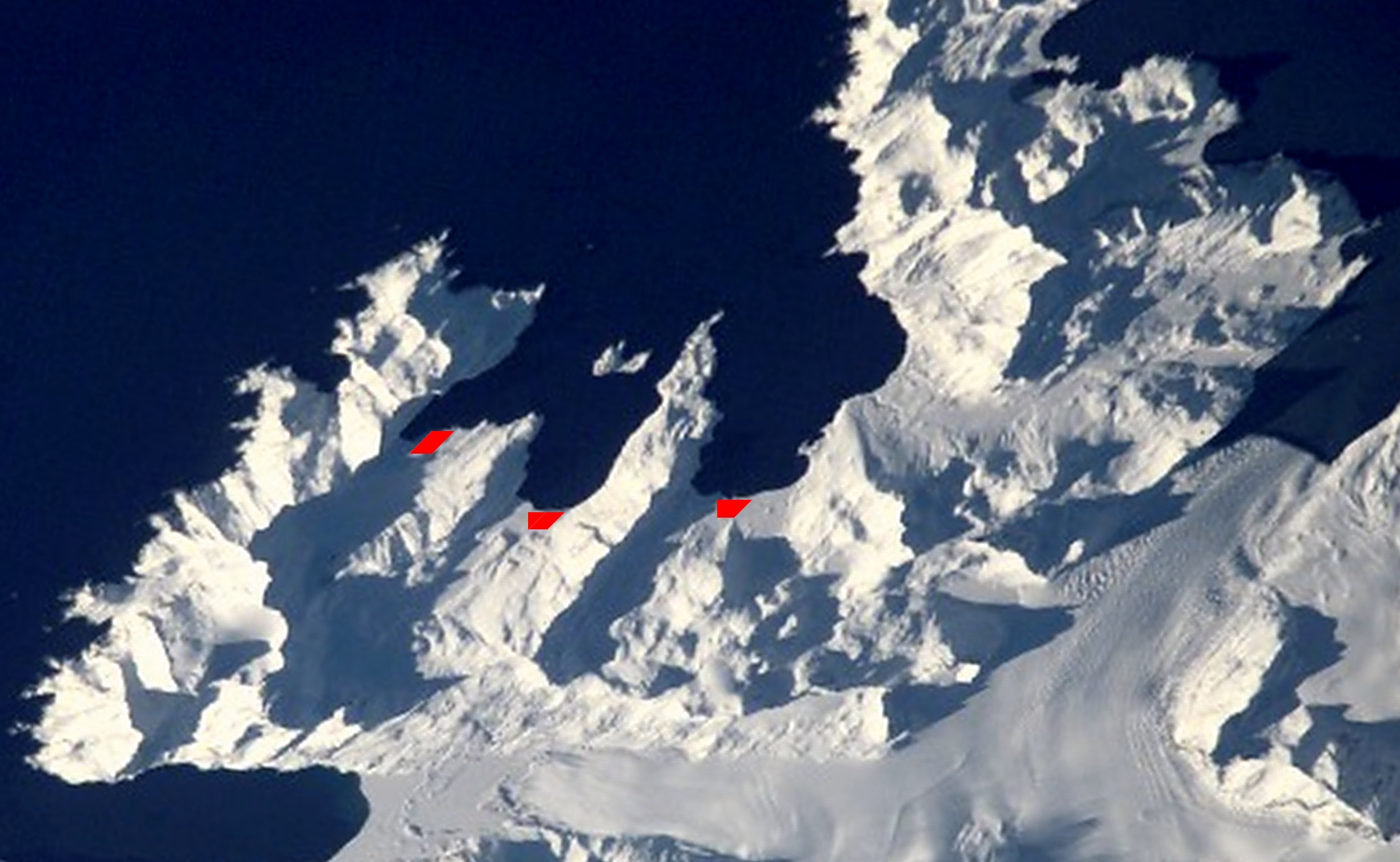
La baia di Stromness con (da sinistra a destra) Husvik, Stromness e Leith Harbour (immagine della NASA).

Leith Harbour venne fondata dalla società scozzese Christian Salvesen & Co il 13 settembre 1909. Assieme a Grytviken, fu la sola stazione baleniera che riuscì a sopravvivere alla Grande Depressione scoppiata nel 1929 e durata per tutti gli anni '30.
La caccia alla balena proseguì senza sosta fino al 1965, ad eccezione delle stagioni 1932-33, 1940-41 e 1942-45.
Poco prima della guerra delle Falkland, un gruppo di 50 argentini arrivò a Leith Harbour spacciandosi per compratori di ferraglia. La nave con la quale erano giunti sull'isola era di proprietà dello Stato argentino. Poco dopo, Leith Harbour venne occupata e ribattezzata Puerto Leith. Il 25 marzo 1982 le forze speciali argentine sbarcarono dalla nave ARA Bahía Paraiso. Il 25 aprile 1982 l'esercito britannico riconquistò Grytviken e il giorno dopo Leith Harbour senza sparare un colpo.
La Christian Salvesen & Co rimase proprietaria di Leith Harbour fino al 1992, quando la stazione divenne proprietà dello Stato britannico.